# Warnice (gemeente)
De gemeente Warnice maakt deel uit van powiat Pyrzycki. Aangrenzende gemeenten:
- Przelewice en Pyrzyce (powiat Pyrzycki)
- Stare Czarnowo (powiat Gryfiński)
- Stargard Szczeciński (miejska), Dolice en Stargard Szczeciński (powiat Stargardzki)

De zetel van de gemeente is in het dorp Warnice (Duits: Warnitz) .
De gemeente beslaat 11,8% van de totale oppervlakte van de powiat.
De gemeente heeft 9,0% van het aantal inwoners van de powiat.

## Demografie
Stand op 30 juni 2004:
| Omschrijving                   | Totaal | Totaal | Vrouwen | Vrouwen | Mannen | Mannen |
| ------------------------------ | ------ | ------ | ------- | ------- | ------ | ------ |
| eenheid                        | aantal | %      | aantal  | %       | aantal | %      |
| inwoners                       | 3603   | 100    | 1775    | 49,3    | 1828   | 50,7   |
| bevolkingsdichtheid (inw./km²) | 42     | 42     | 20,7    | 20,7    | 21,3   | 21,3   |

In 2002 bedroeg het gemiddelde inkomen per inwoner 1510,3 zł.

## Plaatsen
- Warnice - dorp

Administratieve plaatsen (sołectwo) van de gemeente Warnice:
- Barnim, Cieszysław, Dębica, Grędziec, Kłęby, Nowy Przylep, Obryta, Reńsko, Stary Przylep, Wierzbno, Wójcin en Zaborsko.